# 胡爾坎
胡爾坎（西班牙語：Julcán），是秘魯的城鎮，位於該國西北部拉利伯塔德大區，是胡爾坎省的首府，距離特魯希略86.4公里，海拔高度3,404米，居民主要從事農業，2005年人口3,028。
8°3′S 78°30′W / 8.050°S 78.500°W